# Nebrioporus stearinus
Nebrioporus stearinus là một loài bọ cánh cứng trong họ Bọ nước. Loài này được Kolenati miêu tả khoa học năm 1845.